# 多塞特公爵夫人伊丽莎白·萨克维尔

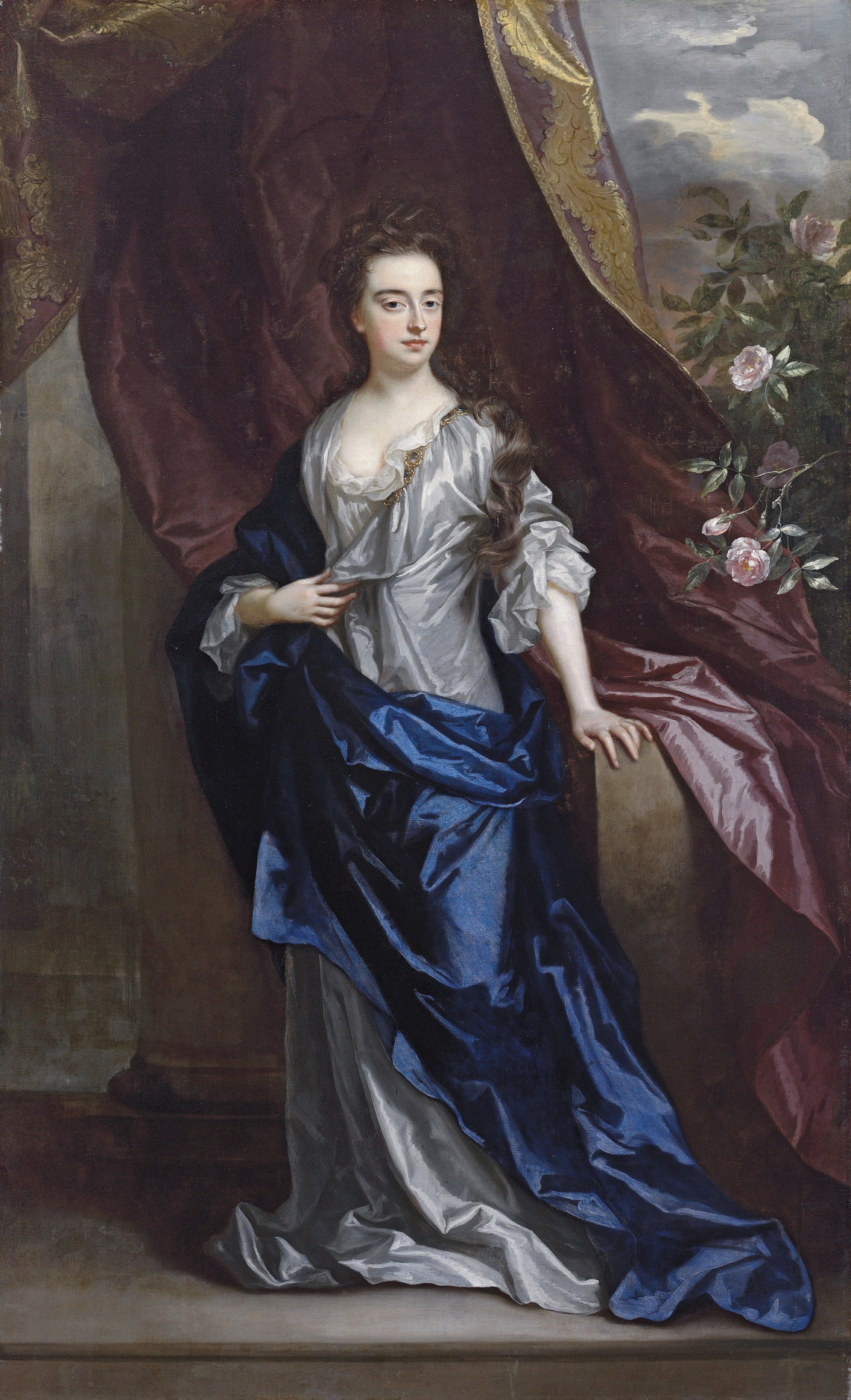
戈弗雷·内勒的肖像

伊丽莎白·萨克维尔，多塞特公爵夫人(约1689 - 1768年6月12日)，原名伊丽莎白·科尔伊尔，英国宫廷官员和贵族，第一代多塞特公爵莱昂内尔·萨克维尔的妻子。
她是沃尔特·科尔伊尔中将(波特莫尔伯爵的兄弟)的女儿。1703年，14岁的伊丽莎白作为安妮女王的侍女进入宫廷，这一职位是她从姨妈多切斯特伯爵夫人凱薩琳·賽德禮那里继承来的。 
他们于 1709 年 1 月结婚，但这段婚姻直到公爵夫人怀孕后才公开。  他们共有五个孩子：
- 米德尔塞克斯伯爵查尔斯（后来的第二代多塞特公爵；1711–1769 年）
- 约翰·萨克维尔勋爵（第三代公爵之父）
- 乔治·萨克维尔勋爵(后来的乔治·日耳曼勋爵和第一代萨克维尔子爵)
- 伊丽莎白（卒于 1729 年 6 月 19 日），嫁给第二代韦茅斯子爵托马斯·泰恩
- 卡罗琳，嫁给了第一代多尔切斯特伯爵约瑟夫达默。

在1714 年至 1737 年期间，她是英国国王乔治二世的妻子安斯巴赫的卡罗琳的卧房侍从 。从 1723 年到 1731 年，成为卡罗琳的长袍女主人，这个头衔只有公爵夫人才能拥有。 卡罗琳在 1727 年的加冕典礼上的露面是由一位经验丰富的下属安排的。 